# Abraham Ihle
Johann Abraham Ihle (ur. 14 czerwca 1627, zm. ok. 1699) – niemiecki astronom amator, odkrywca pierwszej gromady kulistej – Gromady Strzelca.

## Życiorys
Urodził się 14 czerwca 1627, prawdopodobnie w Lipsku, gdzie pracował w urzędzie pocztowym. Zajmował się obserwacją plam słonecznych, planet i komet. W 1665 odkrył pierwszą gromadę kulistą. Był przyjacielem Jana Heweliusza i Gottfrieda Kircha. Zmarł około 1699 w Lipsku.